# Ateísmo marxista-leninista
O ateísmo marxista-leninista (em russo:  марксистско-ленинский атеизм) é uma parte da ampla filosofia marxista-leninista (o tipo de filosofia de Marx encontrada na União Soviética), que rejeita a religião e depende de um entendimento materialista da Natureza. O marxista-leninista defende que a religião é o ópio do povo, no sentido de que ele leva as pessoas a aceitar o sofrimento na Terra, na esperança da recompensa eterna, e por isso que o marxista-leninista promove o ateísmo e defende que a religião deve ser abolida. O ateísmo marxista-leninista tem suas raízes na filosofia de Ludwig Feuerbach, Georg Wilhelm Friedrich Hegel, Karl Marx e Lenin.
O ateísmo marxista-leninista não é universalmente aceito por todos os marxistas e alguns marxistas não soviéticos apontam diversas desvantagens desta postura antirreligiosa.

## Influencia de Feuerbach e dos jovens hegelianos

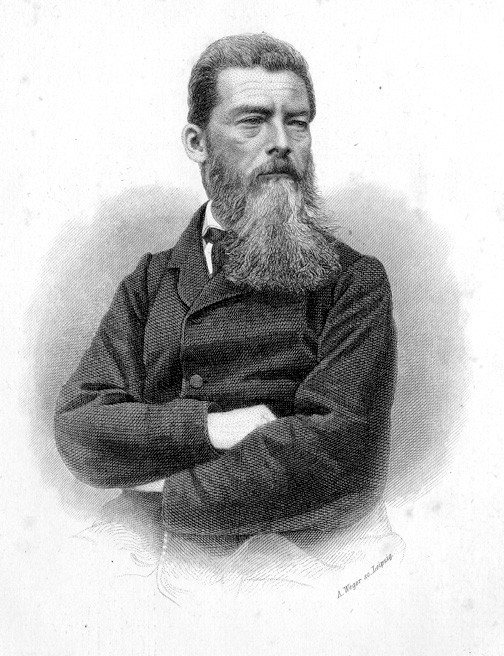
Ludwig Feuerbach

Desde os primeiros momentos de sua carreira, no início do século XIX,  Marx foi fortemente envolvido em debates em torno da Filosofia da religião. Controvérsias amargas que cercam a interpretação adequada do legado filosófico hegeliano influenciaram muito o pensamento de Marx sobre a religião. Hegel racionalizou os fundamentos da fé cristã em sua filosofia elaborada do Espírito. Hegel, apesar de criticar a religião dogmática contemporânea, manteve profundo interesse intelectual nas crenças ontológicas e epistemológicas do cristianismo. Sua filosofia era compatível com pontos de vista teológicos e explicações religiosas das questões mais profundas do "Ser" e foram considerados inquestionavelmente valiosa por ele, mas precisavam um esclarecimento adicional, sistematização e justificação argumentativa. Sua filosofia funcionou como uma empresa conceitual baseada nas verdades da sua fé. Seu legado foi debatido após a sua morte, em 1831, entre os "jovens hegelianos" e materialistas ateus, incluindo especialmente o filósofo alemão Ludwig Feuerbach. Marx apoiou os materialistas ateus em sua rejeição de todas as formas de filosofia religiosa, incluindo as formas mais liberais desta, sendo influenciado por Feuerbach. Este queria separar a filosofia da religião e dar aos filósofos autonomia intelectual da religião em suas interpretação da realidade. Feuerbach se opôs as noções filosóficas de Hegel, que ele acreditava que eram baseadas em seus pontos de vista religiosos.
Feuerbach atacou os conceitos fundamentais da teologia e queria minar a religião através da introdução de uma nova religião da humanidade, redirecionando as preocupações humanas fundamentais de dignidade, o significado da vida, moralidade e propósito da existência dentro de uma religião ateia inventada e que não crê em algo sobrenatural, mas que serviria como uma resposta a estas preocupações. Feuerbach considerou que a antítese do humano e do divino foi baseada em uma antítese entre a natureza humana em geral, e os seres humanos individuais. e chegou à conclusão de que a humanidade como espécie (mas não apenas como indivíduos) possuía dentro de si todos os atributos que mereciam culto e que as pessoas tinham criado Deus como reflexo desses atributos.
Feuerbach queria destruir todos os compromissos religiosos e incentivar o ódio intenso em direção a Deus. Todas as instituições religiosas precisam ser erradicado da terra e da memória das gerações vindouras, para que elas nunca mais tivessem controle sobre as mentes das pessoas, através de seus enganos e do medo das forças místicas de Deus. Foi esse pensamento que atraiu profundamente o jovem Karl Marx que adotou grande parte do pensamento de Feuerbach em sua própria visão de mundo filosófico. Marx considerou que os objetivos mais elevados da humanidade justificaria qualquer radicalismo intelectual, social e político, a fim de atingir os seus fins.

## Marx

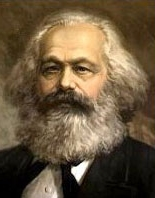
Karl Marx

Na sua rejeição de todo o pensamento religioso, Marx considerou as contribuições da religião
ao longo dos séculos como sendo insignificantes e irrelevantes para o futuro da humanidade.
Marx considerava a autonomia da humanidade do reino de forças sobrenaturais como uma verdade que tinha sido desenvolvida desde os tempos antigos, e considerava esta ainda mais respeitável do que o cristianismo. Ele argumentou que a crença religiosa tinha sido inventado como uma reação contra o sofrimento e a injustiça do mundo. Na visão de Marx, os pobres e oprimidos foram os criadores originais da religião, o que era uma maneira de imaginar que eles teriam uma vida melhor no futuro após a morte. Assim, ela servia como uma espécie de "ópio" ou uma forma de escapar da dura realidade do mundo.
"A religião é o suspiro da criatura oprimida. .... A religião é o ópio do povo."
Com o tempo, porém, a religião passou a ser usada pelas classes dominantes, como forma de manter as pessoas obedientes, prometendo recompensas sobrenaturais em troca de submissão na Terra. Assim, Marx argumentava que a religião - originalmente concebida como uma fuga da miséria - tinha sido transformado em uma causa de miséria. Além disso, em sua opinião, a filosofia ateísta liberava os seres humanos em seu potencial natural, permitindo de perceberem que eles eram os mestres da realidade ao invés de qualquer força sobrenatural onde a obediência é requerida. A oposição de Marx à religião foi baseada sobretudo no ponto de vista, em que ele acreditava, que a religião alienava os seres humanos da realidade, limitando eles de seu verdadeiro potencial. Ele considerou que a religião precisava ser eliminada da sociedade.
"Claro que, em períodos em que o Estado político nasce violentamente ..., quando libertação política é a forma em que os homens se esforçam para conseguir sua libertação, o Estado pode e deve ir tão longe quanto a abolição, e a destruição da religião. Mas ele pode fazer isso só se ele decidir pela abolição da propriedade privada, ao máximo, a tributação progressiva, e  assim  ir  tão longe como a abolição da vida, à guilhotina".
A religião cristã começou como protestos espirituais contra as condições de vida, em que as classes mais baixas acreditavam que estas estavam sobrenaturalmente favorecendo as classes dominantes mais ricas e se deterioraram de seus objetivos originais, em uma espécie de falso consolo para as pessoas que aceitaram a sua sujeição[carece de fontes?]. Esta degeneração era vista negativamente na tradição marxista-leninista, como sendo espécie uma de perversão das metas originais nobres do movimento cristão, provocada pela elite social e cultural. Esta perversão justificava em parte os extremos da ação revolucionária, a fim de destruir o cristianismo e substituí-lo  com o ateísmo.
A hostilidade de Marx à religião diminuiu mais tarde, quando ele escrevia menos sobre o assunto e tinha menos entusiasmo em  combater à crença religiosa através da propaganda ateísta. Ele consideraria mais tarde em sua vida, que a religião desapareceria naturalmente pela riqueza de ideias que surgiriam de uma forma racionalizada através de uma social vida comunitária. Esta ideia, no entanto, viria a ser denunciada por Lenin e seus sucessores soviéticos, até a ponto da violência e expurgos serem dirigidos aos defensores da ideia de que a religião desapareceria por conta própria.
Posteriormente, ele escreveu apenas sobre a necessidade de separar a religião do Estado, mas ele ainda se encontrava profundamente hostil à crença religiosa, acreditando que a crença em Deus era profundamente imoral e anti-humana.
Perto do fim de sua vida, Marx adotou o pontos de vista que alegava que os cristãos ofereciam sacrifícios humanos, e canibalisticamente consumiam sangue humano e carne. O fato de que ele continuasse a escrever desta maneira, atacando o Cristianismo, pode ter demonstrado sua falta de confiança de que o Cristianismo iria desaparecer por conta própria através de mudanças econômicas.
Após sua morte, o elemento ateu do comunismo seria intensificado em movimentos marxistas.

## Friedrich Engels

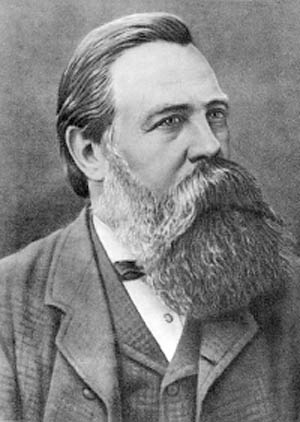
Friedrich Engels

Friedrich Engels escreveu, independentemente de Marx, sobre questões contemporâneas, incluindo controvérsias religiosas. Em suas obras "Anti-Dühring" e "Ludwig Feuerbach e o Fim da Filosofia Clássica Alemã", ele se envolveu em críticas sobre a visão idealista do mundo em geral, incluindo perspectivas religiosas sobre a realidade.
Desde que a crença em Deus surgiu como resultado de uma necessidade das pessoas, para que houvesse algum controle sobre a sua existência, ele, portanto, pensava que, eliminando essa necessidade, a religião (o reflexo dessa necessidade) iria gradualmente desaparecer.
Engels considerava a religião como uma falsa consciência, e totalmente incompatível com o comunismo. Engels, em seus contatos ao longo da vida com os líderes de partidos social-democratas e comunistas na Europa, bem como com os fundadores da Primeira Internacional ( união política dos movimentos comunistas, socialistas e anarquistas do século XIX) exortava-os a divulgar e cultivar o ateísmo como a única cosmovisão admissível.
Ele também sugeriu para que fosse ensinada em grande escala a educação científica, a fim de superar os medos e ilusões de pessoas que necessitavam de uma explicação religiosa para o mundo ao seu redor. Ele acreditava que a ciência forneceria a explicação para as coisas que as pessoas antes encontravam nos conceitos religiosos, e oferecendo esta explicação, as pessoas já não sentiriam a necessidade de ter uma religião para este fim. Ele escreveu muito sobre as grandes descobertas científicas contemporâneas e as usou para apoiar os princípios do materialismo dialético em todas as suas obras destinadas as pessoas comuns nos movimentos comunistas. Estas incluem descobertas em biologia, física, química, antropologia e psicologia, as quais Engels usou para argumentar contra a necessidade de explicações religiosas do mundo.
Ele acreditava que a ciência faria a humanidade confiante em si própria. Seria dar à humanidade a capacidade de controlar o mundo em que vivia e, portanto, de superar as duras condições que produziram a necessidade das pessoas acreditar em um Deus que controlava o universo. Em sua avançada visão científica ele estava justificando a perspectiva materialista e ateia no mundo sendo que a filosofia especulativa e a teologia racional tornariam-se obsoletas à luz do progresso científico.
A real unidade do mundo consiste na sua materialidade, e isso é provado não por algumas manipulações de frases, mas por um longo e laborioso desenvolvimento da filosofia e da ciência natural.
Ele também acreditava que o avanço científico exigia um materialismo ateu para provocar uma mudança real e permanente ao invés de ser uma filosofia separada da ciência.
Esse materialismo moderno, a negação da negação, não é um mero re-estabelecimento da algo antigo, mas um acréscimo nas permanentes fundações deste materialismo de todo o pensamento e conteúdo de dois mil anos de desenvolvimento da filosofia e da ciência natural, bem como a história destes dois mil anos. Não é mais uma filosofia, mas simplesmente uma visão de mundo que tem que estabelecer sua validade e ser aplicada não como uma ciência separada das ciências, mas dentro das ciências reais.
Os pontos de vista de Engels sobre a necessidade de educação científica e da necessidade do ateísmo materialista para confiar na ciência, se espalhou amplamente entre os comunistas e que mais tarde se tornaria uma posição fundamental da educação soviética.

## Vladimir Lenin
Vladimir Lenin seguiu essa tradição, e considerava a religião como um ópio que deve ser sempre combatida pelos verdadeiros socialistas. Ele adaptou as ideias ideológicas de Marx e Engels ao contexto particular de Rússia e sua interpretação do marxismo e sua doutrina antirreligiosa foi influenciada pela tradição intelectual de seu próprio país. Lenin considerava que a religião na Rússia foi a principal ferramenta ideológica das classes dominantes para explorar as massas, por ela ensinar os seres humanos a serem submissos aos seus exploradores e aliviando a consciência dos exploradores em fazer acreditar que atos de caridade iria dar-lhes a vida eterna.
 A religião é uma das formas de opressão espiritual em todos os lugares e pesa fortemente sobre o povo, sobrecarregado pelo seu perpétuo trabalho para outros, .... A impotência das classes exploradas em sua luta contra os exploradores, inevitavelmente também dá origem à crença de uma vida melhor após a morte, assim como a impotência do selvagem na sua batalha com a natureza dá origem a crença em deuses, demônios, milagres, e similares. Aqueles que trabalham são ensinados pela religião a serem submissos e pacientes enquanto aqui na terra, e ter conforto na esperança de uma recompensa celestial. Mas aqueles que vivem do trabalho dos outros são ensinados pela religião a praticar a caridade, enquanto na terra, ... para o bem-estar no céu. A religião é o ópio do povo. A religião é uma espécie de bebida espiritual, na qual os escravos do capital afogam a sua imagem humana na sua procura por uma vida mais digna do homem.
Desde que a religião era a ferramenta ideológica que mantinha o sistema em vigor, Lenin acreditava que a propaganda ateísta era uma  necessidade crítica. Para este efeito, antes da revolução a facção de Lenin dedicou uma parte significativa de seus parcos recursos para propaganda antirreligiosa, e até mesmo durante a guerra civil, Lenin dedicou grande parte de sua energia pessoal para esta. A influência da Igreja Ortodoxa precisava ser enfraquecida a fim de minar o regime czarista. A população também precisava ser preparada, a fim de fazer uma transição das crenças religiosas ao ateísmo, como o comunismo exigiriam deles. Lenin considerava o ateísmo e outras ideias teóricas, não tão importante em si, mas como armas para usar na luta de classe. Por esta razão, ele considerava importante a manutenção de um partido intelectualmente iluminado que não possui-se superstições religiosas, e ele insistia que um verdadeiro socialista devia ser ateu.

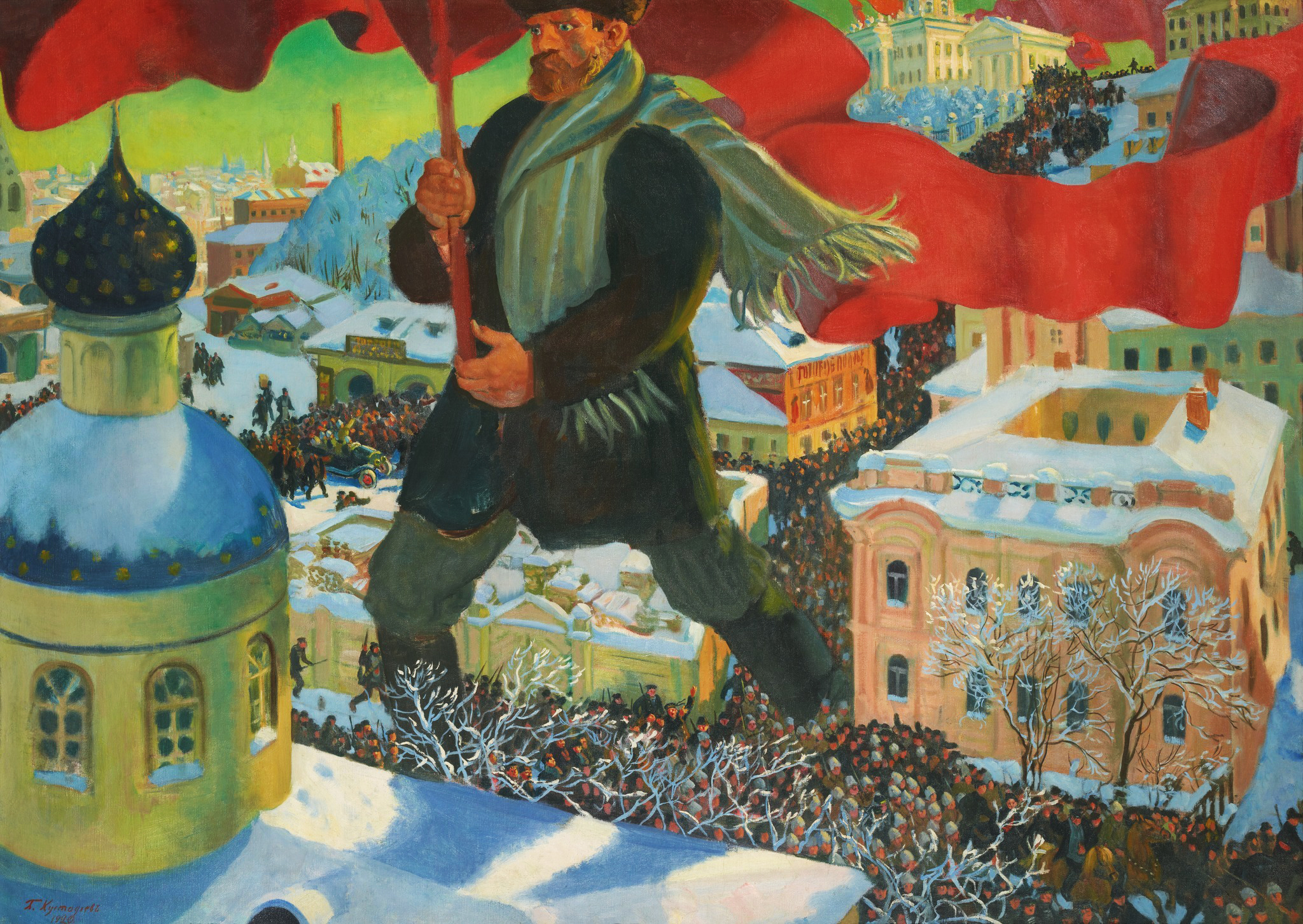
Boris Kustodiev pintura "bolchevique" de 1920, retratando um revolucionário com a bandeira vermelha, liderando o povo para destruir uma igreja cristã ortodoxa.

Ele acreditava que os debates filosóficos sempre foram partidários, e a sua obra "Materialismo e empiriocriticismo" (1909), foi escrita a partir dessa perspectiva, ele também manteve extensas notas das obras de Aristóteles, Descartes, Kant e Hegel, nas quais  acreditava que as questões relativas à ideológica luta de classe poderia ser respondidas.
Na opinião de seus adversários ou seus colaboradores, Lenin não tinha tolerância para qualquer traço de idealismo por considerar que qualquer coisa aquém de uma perspectiva totalmente ateia materialista era uma concessão ao domínio ideológico da classes dominantes e de suas crenças religiosas. Ele considerou a religião como algo político por natureza e o alvo principal dos seus ataques ideológicos. Lenin considerava o ateísmo militante de ser tão importante para a sua facção que ele foi além do tradicional ateísmo russo de Vissarion Belinskii, Herzen e Pisarev e organizou um movimento, agressivo e inflexível de agitação antirreligiosa.
Ele criou uma inteira instituição de profissionais propagandistas ateus na URSS, que se espalharam por todo o país depois de 1917 e que foram a "linha de frente" das campanhas antirreligiosas destinadas a eliminar a religião, de modo a tornar a população ateia. A inequívoca intolerância hostil de Lenin com a crença religiosa se tornou uma característica da ateísmo ideológico soviético, que foi contrastado com mais brandas atitudes antirreligiosas de marxistas fora da URSS. Sua hostilidade à religião não permitia compromissos, mesmo alienando crentes religiosos de esquerda que simpatizavam com os bolcheviques. Ele ainda alienou alguns ateus de esquerda que estavam dispostos a aceitar um menos agressivo movimento antirreligioso. Atacar a religião tornou-se muito mais importante para Lênin do que tinha sido por Marx.
Um destacado líder bolchevique, Anatóli Lunatcharski, foi duramente criticado por Lenin para tentar acomodar pseudo-religiosos sentimentos na visão do comunismo. Lunacharsky tinha sugerido ideias semelhantes a noção de Feuerbach, de substituir a religião com uma nova religião ateia, que tinha um lugar para os sentimentos, cerimônias e significados de religião, que era compatível com a ciência e não possuía crenças sobrenaturais. Lunacharsky considerou que, embora a religião era falsa e foi usada como uma ferramenta de exploração, ainda cultivava emoção, valores morais e desejos entre o povo, e que os bolcheviques deveriam assumir e manipular em vez de abolir. Segundo ele ao substituir a religião tradicional por uma nova religião ateia onde a humanidade seria adorada em lugar de Deus, o socialismo alcançaria um melhor sucesso. Ele acreditava que isso causaria um menor confronto com a tradição cultural e histórica da civilização europeia.  Lênin ficou enfurecido com essa ideia de Lunacharsky, que considerou como uma concessão à crença religiosa, e, portanto, prejudicial ao extremo. Ele afirmou que o fato ignorava de que a religião era um instrumento ideológico de supressão das massas, e ele alegou que as ideia de Lunacharsky seriam um compromisso perigoso e desnecessário com as forças reacionárias do império russo.
O ateísmo militante se tornou o principal teste da sinceridade do compromisso marxista para Lenin, e era uma violação dos princípios do socialismo se comprometer de outra forma. Marx já havia rejeitado a proposta de Feuerbach de uma religião ateia, e Lenin seguiu isto como um exemplo. Ele acreditava que, mesmo o menor compromisso com a crença religiosa degeneraria sob intensa pressão política em uma traição à causa do comunismo.

## União Soviética

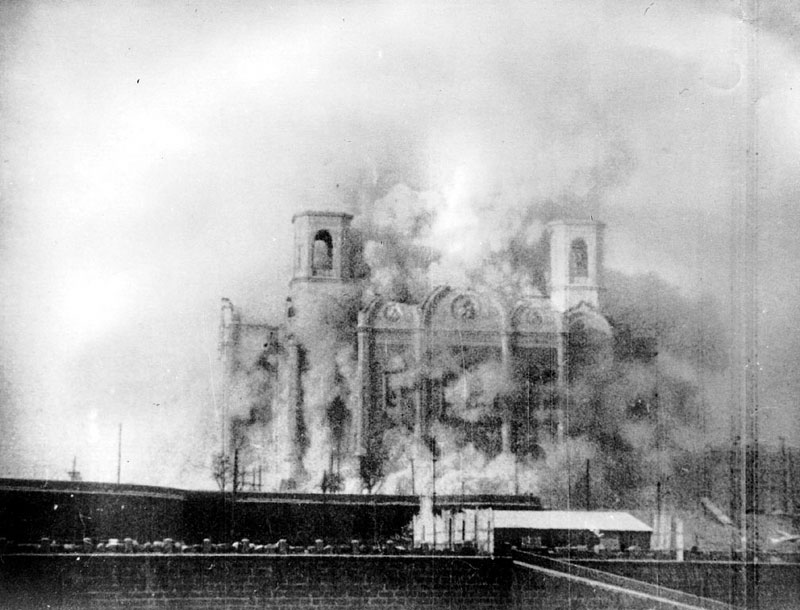
A Catedral de Cristo Salvador, em Moscou durante sua demolição em 1931.

A política que começou com Lenin e continuou durante o curso da história soviética, era de que a religião era para ser tolerada, mas o estado devia fazer o que fosse considerado necessário, a fim de eliminá-la.  Lenin não via a substituição da religião com o ateísmo científico como um fim em si, mas escreveu que precisava ser acompanhada de um materialismo.

O marxismo é materialismo. Como tal, ele é tão implacavelmente hostil à religião como foi o materialismo dos enciclopedistas do século XVIII ou o materialismo de Feuerbach. Isso é fora de dúvida. Mas o materialismo dialético de Marx e Engels vai além dos enciclopedistas e de Feuerbach, pois aplica a filosofia materialista para o domínio da história, para o domínio das ciências sociais. Devemos combater a religião, que é o ABC de todo o materialismo e, consequentemente, do marxismo. Mas o marxismo não é um materialismo que parou no ABC. O marxismo vai mais longe. Temos que saber como combater a religião, e para fazer isso temos de explicar a fonte da fé e da religião entre as massas de uma forma materialista. A luta contra a religião não pode ser confinada a pregação ideológica abstrata, e não deve ser reduzida a tal pregação. Ele deve ser ligado com a prática concreta do movimento de classe, que visa eliminar as raízes sociais da religião.
O Marxismo como interpretado por Lenin e seus sucessores exigia mudanças na consciência social e o redirecionamento das crenças das pessoas. O marxismo soviético era considerado incompatível com a crença no sobrenatural. O comunismo necessitava de uma consciente rejeição da religião ou então não podia ser estabelecido. Esta não era uma prioridade secundária do sistema, nem era uma hostilidade desenvolvido para a religião como um sistema concorrente ou rival de pensamento, mas era um núcleo e o fundamento do ensino da doutrina filosófica do Partido Comunista da União Soviética.  A filosofia marxista tradicionalmente envolvia uma crítica científica aprofundada da religião e da tentativa de "desmistificar" e destruir a crença religiosa.

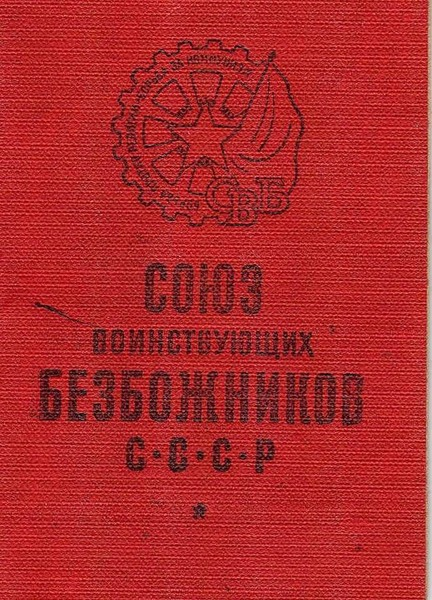
O cartão de membro da Liga dos ateus militantes (Soyuz Voinstvuyushchikh Bezbozhnikov) na URSS

Segundo a teoria marxista, a religião era um produto das condições materiais e da organização da propriedade privada]]. Trabalhando com essa premissa, o ateísmo militante da liderança soviética inicialmente considerava que a religião iria desaparecer por conta própria através da implantação do sistema socialista. Logo após a revolução os bolcheviques deram tolerância à religião, à excepção da Ortodoxa, que foi alvo de perseguições em massa. Quando ficou claro após a URSS ser criada que a religião não estava morrendo por si, a URSS começou grandes campanhas antirreligiosas. O combate as crenças religiosas era considerado um dever absoluto por Lenin. As campanhas envolviam uma grandes quantidades de propaganda antirreligiosa, legislação antirreligiosa, a educação ateísta, a discriminação antirreligiosa, assédio, prisões e também campanhas de terror violento. De 1925 a 1927, dos 160 bispos que havia no país, cento e dezessete tinham sido presos e no final da década de 1930 apenas sete bispos estavam ativos e apenas poucas centenas de igrejas abertas.
Os líderes soviéticos, propagandistas e outros ateus militantes debateram durante anos sobre a questão de qual abordagem fosse mais pragmática, a fim de eliminar a religião. O estado recrutou milhões de pessoas, gastou bilhões de rublos, e fez um esforço incrível para este fim, embora em última análise, não conseguiu atingir seu objetivo.
A natureza pragmática do ateísmo militante da URSS, fez com que alguma cooperação e tolerância pode existir entre o regime e religião, quando isto era considerado nos melhores interesses do Estado ou verificava-se que certas táticas antirreligiosas causavam mais danos do que bem  para o objetivo de eliminar a religião. Estas formas de cooperação e tolerância de maneira nenhuma quis dizer que a religião não precisava ser eliminada em última instância. O ateísmo militante era um compromisso profundo e filosófico fundamental da ideologia, e não simplesmente as convicções pessoais de quem dirigia o regime no momento.
Como a religião simplesmente não desapareceu com o passar dos anos, os pressupostos marxistas que a religião desapareceria com a chegada do comunismo foram revistos e reinterpretados. Os líderes do Partido Comunista da União Soviética, tiveram de admitir que a religião era uma forma muito mais duradoura de consciência do que haviam anteriormente assumido. Eles se recusaram a aceitar a conclusão de que eles eram responsáveis por qualquer mal-estar social que produziu a necessidade de opiáceos religiosos de acordo com os tradicionais marxistas pressupostos para as causas da religião. Em vez disso, eles alegaram que a religião era simplesmente uma relíquia tenaz do mundo pré-revolucionário. Eles readaptaram o velho pensamento sobre a religião, de um ópio para uma existência dura, e afirmaram que a religião não era apenas o sintoma, mas a causa de problemas sociais contemporâneos na URSS. A religião tornou-se uma espécie de bode expiatório pelas falhas da ideologia soviética, sob a crença de que a continuada prática da religião pelos cidadãos soviéticos estava impedindo a sociedade de atingir o ideal estado  comunista, e portanto, era responsável pelos problemas da URSS.